# Societas Rosicruciana in America
A Societas Rosicruciana in America (Amerikai Rózsakeresztes Társaság, SRIA vagy SRIAm) a Societas Rosicruciana in Anglia (SRIA) amerikai ágából, a Societas Rosicruciana in Civitatibus Foederatisból (SRCF) szakadt ki és Sylvester Clark Gould alapította 1907-ben.

## Története
S. C. Gould az SRCF tagja volt, de megszakította velük a kapcsolatot, mivel az angliai SRIA-hoz hasonlóan az SRCF is kizárólag "jó hírben álló", mester szinten beavatott szabadkőművesek számára volt nyitott és Gould egy mindenki számára hozzáférhető beavató rendet akart megalapítani.
Gould 1909-ben bekövetkezett halála után Dr. George Winslow Plummer vette át a SRIAm vezetését, aki korábban szintén tagja volt az SRCF-nek. Plummer teljesen újjászervezte a szervezetet, ún. "levelező tanfolyamot" bevezetve az új tagok számára, továbbá könyvkiadványok sorozatát kezdte megjelentetni. Amikor egy új tag elvégezte az alaptanfolyamot, akkor csatlakozhatott egy helyi páholyhoz és csak ezután vált jogosulttá beavatásokat kapni.
Ez a struktúra sikeresnek bizonyult és számos új tagot hozott a szervezetnek, úgyhogy 1930-ban már harminc helyi - kollégiumnak hívott - páholy működött.
1944-ben, George Winslow Plummer halála után özvegye, Gladis Plummer vitte tovább a szervezetet, aki a tagok között csak Serena anyaként volt ismert. Az ő halála után aztán, 1989-ben Lucia Grosch nővér vette át a szervezet irányítását, melyet a mai napig folytat.

## Lásd még
- Az amerikai SRIA weboldala (angol nyelven)

## Fordítás
Ez a szócikk részben vagy egészben  a   Societas Rosicruciana in America című német Wikipédia-szócikk fordításán alapul.  Az eredeti cikk szerkesztőit annak laptörténete sorolja fel. Ez a jelzés csupán a megfogalmazás eredetét és a szerzői jogokat jelzi, nem szolgál a cikkben szereplő információk forrásmegjelöléseként.